# Pendusalpinx
Pendusalpinx – rodzaj roślin z rodziny storczykowatych (Orchidaceae). Obejmuje 7 gatunków występujących w Ameryce Południowej w Boliwii, Kolumbii, Ekwadorze, Gujanie Francuskiej, Peru i Wenezueli.

## Systematyka
Rodzaj sklasyfikowany do podplemienia Pleurothallidinae w plemieniu Epidendreae, podrodzina epidendronowe (Epidendroideae), rodzina storczykowate (Orchidaceae), rząd szparagowce (Asparagales) w obrębie roślin jednoliściennych.
Wykaz gatunków
- Pendusalpinx berlineri (Luer) Karremans & Mel.Fernández
- Pendusalpinx dependens (Luer) Karremans & Mel.Fernández
- Pendusalpinx echinata (Luer & Hirtz) Karremans & Mel.Fernández
- Pendusalpinx glabra (D.E.Benn. & Christenson) Karremans & Mel.Fernández
- Pendusalpinx patula (Luer) Karremans & Mel.Fernández
- Pendusalpinx sijmii (Luer) Karremans & Mel.Fernández
- Pendusalpinx vasquezii (Luer) Karremans & Mel.Fernández